# 콩쥐팥쥐로
콩쥐팥쥐로(Kongjwipatjwi-ro)는 전북특별자치도 김제시 검산동 검산교차로에서 전주시 완산구 효자동으로 이어지는 도로이다

## 주요 경유지
전북특별자치도
- 김제시 (검산동 - 황산면 - 용지면) - 완주군 (이서면) - 전주시 완산구 효자동

## 노선
| 이름           | 접속 노선                   | 소재지        | 소재지        | 소재지        | 비고                                      |
| 동서로와 직결  | 동서로와 직결               | 동서로와 직결 | 동서로와 직결 | 동서로와 직결 | 동서로와 직결                             |
| -------------- | --------------------------- | ------------- | ------------- | ------------- | ----------------------------------------- |
| 검산 교차로    | 풍요로 벽성로               | 김제시        | 검산동        | 검산동        |                                           |
| 검산오거리     | 두월로                      | 김제시        | 검산동        | 검산동        |                                           |
| 김제가교       |                             | 김제시        | 검산동        | 검산동        |                                           |
| 순동사거리     | 아리랑로 황산로             | 김제시        | 황산면        | 황산면        | 지방도 제716호선구간 지방도 제735호선구간 |
| 불노사거리     | 지방도 제735호선 (황토로)   | 김제시        | 용지면        | 용지면        | 지방도 제716호선구간 지방도 제735호선구간 |
| 애통리사거리   | 금백로                      | 김제시        | 용지면        | 용지면        |                                           |
| 오목교         |                             | 완주군        | 이서면        | 이서면        |                                           |
| 이서육교       |                             | 완주군        | 이서면        | 이서면        |                                           |
| 돌꼭지 교차로  | 지방도 제713호선 (이서남로) | 완주군        | 이서면        | 이서면        |                                           |
| 서전주 나늘목  | 제25호선 호남고속도로       | 완주군        | 이서면        | 이서면        |                                           |
| 이서 교차로    | 국도 제1호선 (호남로)       | 완주군        | 이서면        | 이서면        |                                           |
| (이름없음)     | 천잠로                      | 전주시        | 완산구        | 효자동        |                                           |
| 효자로 와 직결 |                             |               |               |               |                                           |

## 주요 시설및 건물
- HD현대오일뱅크 한국주유소 (콩쥐팥쥐로 11/검산동 895-48)
- CU 김제검산로드 (콩쥐팥쥐로 12/검산동 895-25)
- 세븐일레븐 김제검산점 (콩쥐팥쥐로 17/검산동 478)
- GS칼텍스 하나주유소 (콩쥐팥쥐로 80/검산동 305)
- E1 김제LPG충전소 (콩쥐팥쥐로 120/순동 864-2)
- HD현대오일뱅크 새로운주유소 (콩쥐팥쥐로 258/순동 226-10)
- CU 김제금구점 (콩쥐팥쥐로 686/청운리 511-3)
- GS칼텍스 청운주유소 공인계량소 (콩쥐팥쥐로 717/부교리 194-66)
- S-OIL 덕송충전소 (콩쥐팥쥐로 878/부교리 26-11)
- S-OIL 덕송주유소 (콩쥐팥쥐로 878/부교리 26-5)